# Calaixera

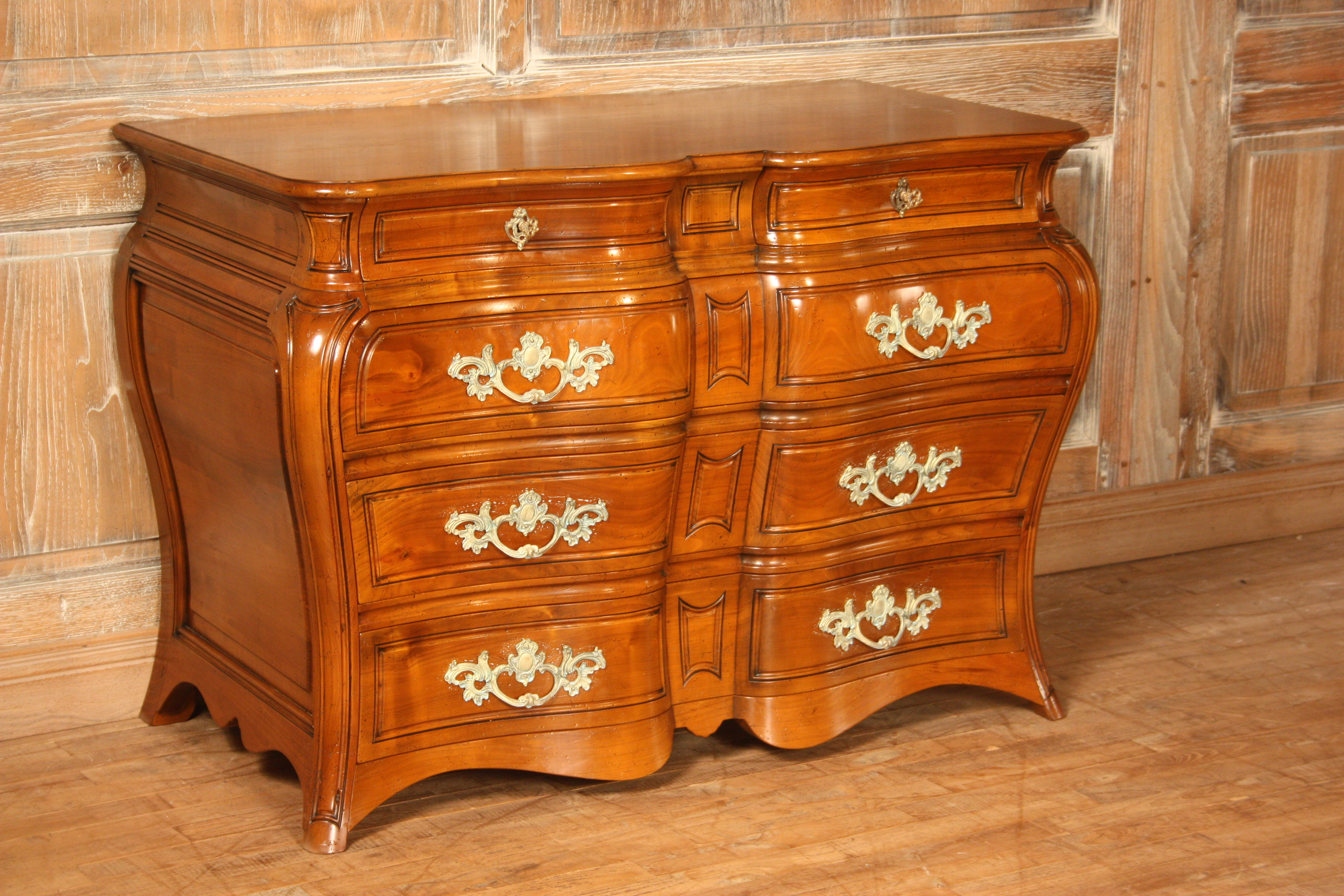
calaixera francesa d'estil Lluís XV. A Catalunya trobem models similars al llarg del segle XVIII

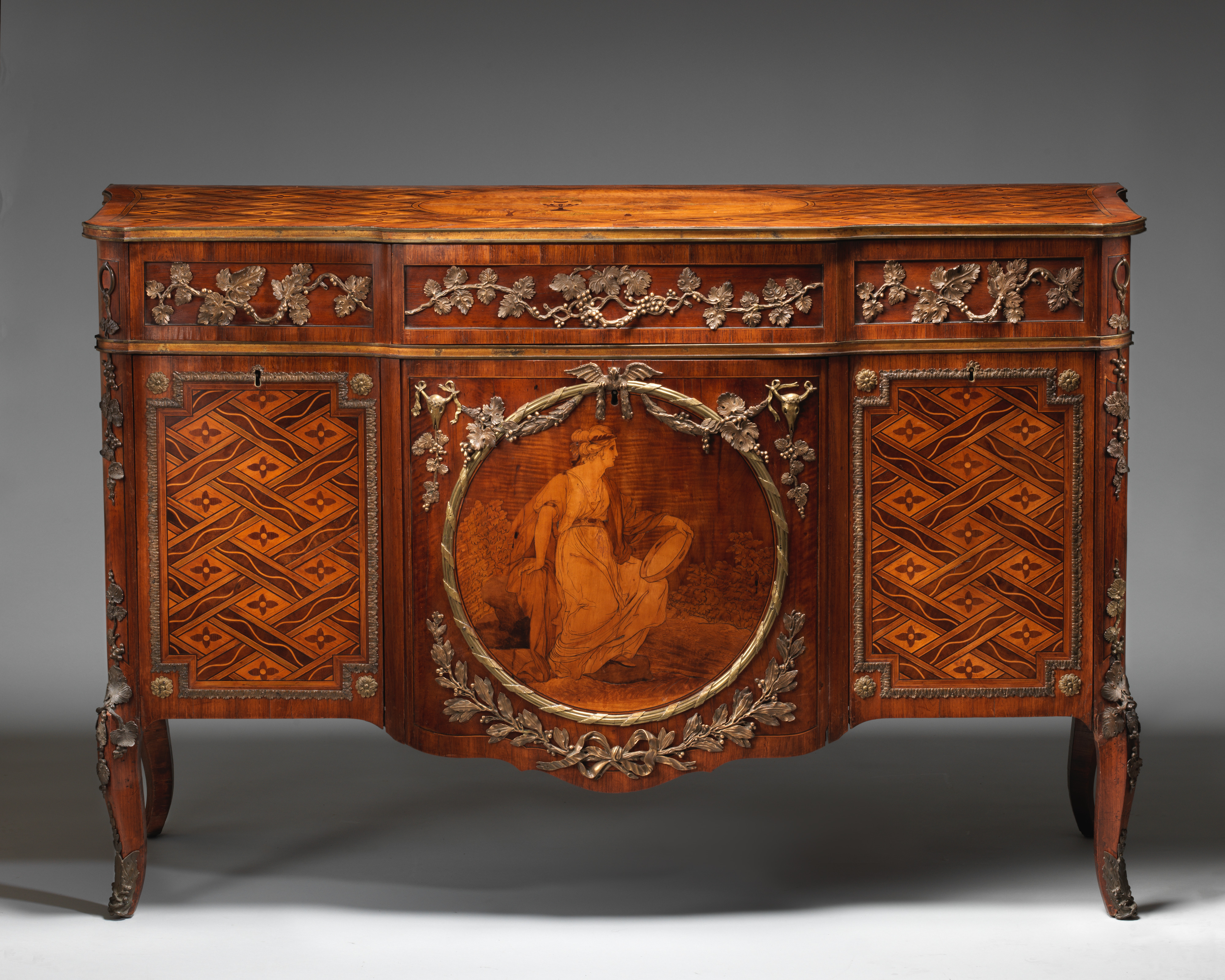
Una còmoda britànica, del 1772, amb marqueteria de diverses fustes, montures de bronze i bronze daurat, al Metropolitan Museum of Art de Nova York.

Una calaixera o còmoda és un moble, generalment més ample que alt, d'uns cinc pams o més d'alçada, acabat en un tauler horitzontal per la part superior i que conté tres o més calaixos, generalment un sobre l'altre i que generalment ocupen tota l'amplada del moble. En usos domèstics, sol estar emplaçat en un dormitori i emprat per a desar-hi roba, però també es pot trobar en altres llocs de la casa, on es fa servir per a desar roba blanca o altres coses. Antigament a Catalunya, les calaixeres domèstiques solien portar el sobre de marbre i sovint portaven un mirall també. La calaixera també es pot trobar en altres contextos fora del domèstic, com ara l'eclesiàstic, oficines, tallers, etc. La paraula també s'aplica a qualsevol moble que conté molts calaixos. La paraula còmoda també es pot aplicar a un ribeller, un moble equipat amb pica, gerra i tovallola, i sovint amb espai per guardar l'orinal a porta tancada. Abans dels banys interiors i l'aigua corrent hi havia lavabos als dormitoris. Als Estats Units, una "commode" és un sinònim col·loquial d'un vàter.

## La calaixera catalana

### Història i context

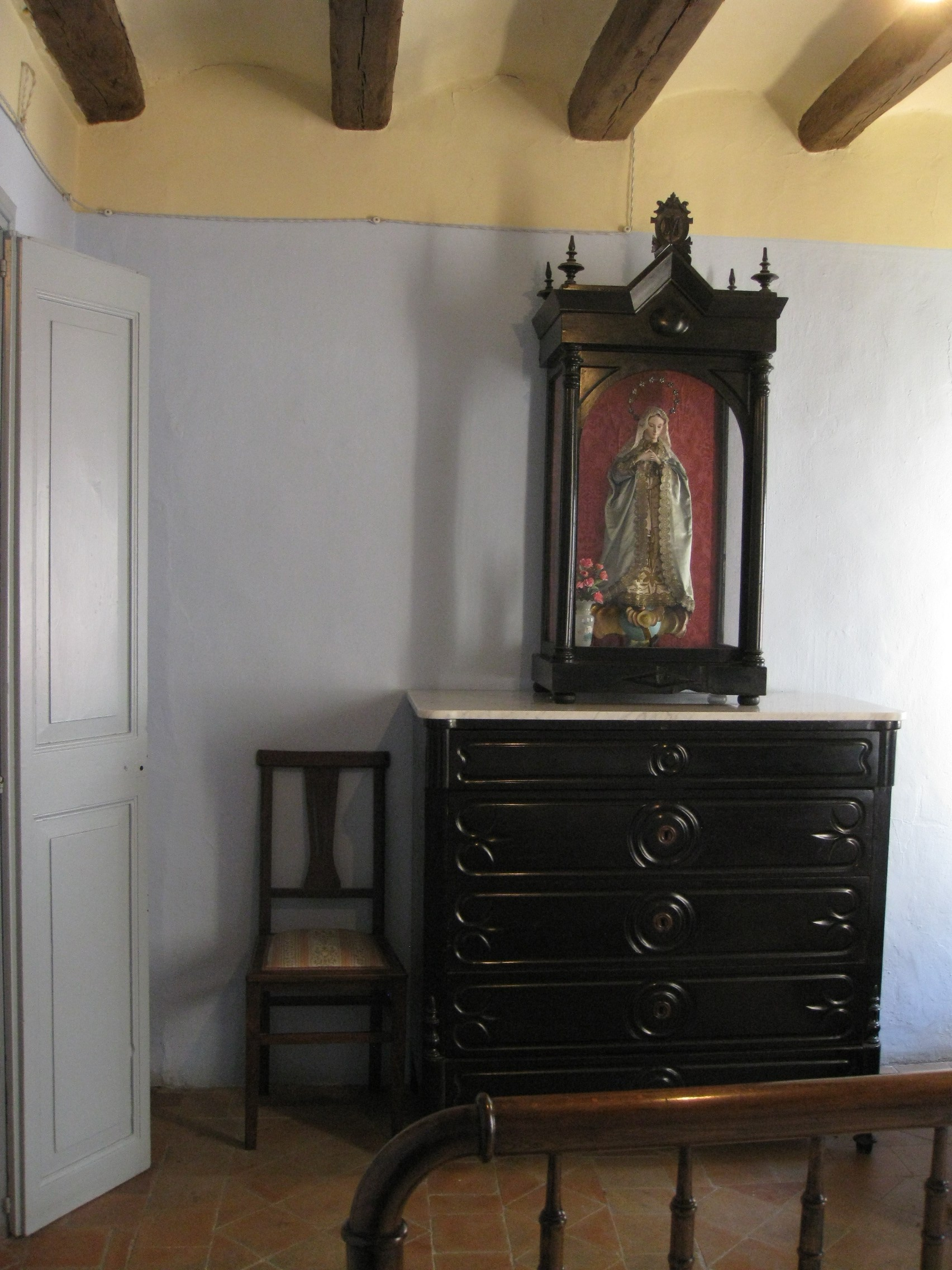
Calaixera "de la ditada" amb escaparata; típic exemple català de finals de. Aquesta prové de la Casa museu Pau Casals, al Vendrell

La calaixera o còmoda és un moble relativament modern en comparació amb altres mobles d'ús quotidià, com la taula, la cadira o el llit. Estructuralment, deriva de la calaixera de sagristia, una gran estructura que inclou calaixos profunds i sovint portes, on es desen tant robes com objectes litúrigcs; aquests mobles són robustos i es poden tancar amb clau, de manera que els objectes queden ben custodiats. Les calaixeres de sagristia van aparèixer al segle xvi, molt abans que s'introduís a l'àmbit domèstic (finals del segle XVII- inicis del segle xviii). Segons Piera aquest fet es deu a l'àmplia tradició que tenia la caixa com a contenidor principal de la casa i com a part dels dots nupcials de la núvia. Lentament, la caixa s'anirà substituint per la calaixera, ja que aquesta última aporta funcionalitat, presència i distinció a les cases senyorials.
Un dels grans avantantges que té la calaixera com a moble, en contraposició amb la caixa, és la seva estructura vertical. La caixa, en general, és un moble baix i de forma rectangular; té la tapa a la part superior, de manera que a sobre no s'hi pot col·locar res. La calaixera, en canvi, és més estilitzada i amb el sistema dels calaixos queda alliberat el tauler, de manera que es pot utilitzar com a suport d'objectes, com ara els aparadors amb imatges religioses.
Igual que la caixa, la calaixera es col·loca en els dormitoris i a les sales, i comença a formar conjunts decoratius juntament amb altres mobles de les estances. A partir de la dècada dels anys 40 del S.XVIII, comença a formar part del dot en els matrimonis de les cases benestants catalanes. En funció del poder adquisitiu de les famílies podien ser més o menys sofisticades, de fusta noble o més senzilla. Degut a les connexions comercials marítimes, Catalunya va ser un centre important de producció de mobiliari al llarg dels segles xviii i xix. Tot i rebre influències de la resta d'Europa, alguns experts destaquen les particularitats del mobiliari d'aquesta zona: l'anomenen escola llevantina, i comprèn les zones de Catalunya, país Valencià i Balears. La calaixera va ser un moble dèxit a la Catalunya del segle xviii, ho demostren la qualitat i refinament dels mobles, que podem apreciar avui en dia.
Les primeres calaixeres apareixen a finals de segle xvii moment en què els mobles i els interiors de les cases i palaus donen un gir cap a la comoditat i el luxe. A Catalunya trobem les primeres referències a la calaixera ja a la segona meitat del S.XVII en inventaris post-mortem de mercaders i nobles. Val a dir que aquests exemples, com d'altres que es coneixen de la primera meitat del S.XVIII, són casos molt puntuals, pràcticament excepcionals. A partir de la segona meitat del segle xviii la calaixera s'implanta a l'habitatge català i es converteix en una mostra de poder adquisititu de les famílies benestants. Alguns documents de l'època mostren que la calaixera és un moble en voga: “Li pagaran las mencionadas tres mil lliures y també li entregaran dos calaixeres en lloch de bahuls (segons actualment se estila) ab sas robas, vestits y appendices nupcials(...)”. Per aquesta raó, i també per motius pràctics, comencem a trobar aquest moble als salons de les cases, fen conjunt amb altres mobles i elements decoratius o fent parella amb una altra calaixera; un clar exemple el trobem al saló de Can Trincheria, a Olot.
Durant el segon terç del segle xviii la calaixera s'estén a altres grups socials, com la burgesia. A Catalunya, la producció d'aquests mobles augmenta; els tallers s'especialitzen i s'introdueixen noves tècniques i materials. Podem apreciar que l'ebenisteria arriba a uns nivells de qualitat elevats en aquests moments.

### Centres de producció
Al llarg dels segles xviii i xix, podem trobar diversos centres de producció catalans que fabriquen calaixeres. Barcelona és un nucli molt potent que produeix peces d'alta qualitat, ja que té una gran demanda, sobretot de les famílies de nobles i mercaders. A Girona també es realitzaven calaixeres de factura destacable; n'és testimoni que el gremi de fusters de la ciutat estava format per cofrers, ebenistes, mobilistes, torners, fusters bosquers, fusters de caixes i fusters de Ribera Tants artesans treballant en el gremi dona compte del grau d'elaboriació de les peces que es produïen. En l'àmbit rural destaquen localitats com Torroella de Montgrí, amb un període de producció molt curt en el temps però amb molts exemplars d'alta qualitat (Com la parella de calaixeres que es conserva al Museu d'Art de Girona). Olot també va destacar en la factura de calaixeres i altres mobles.

### Tipologies

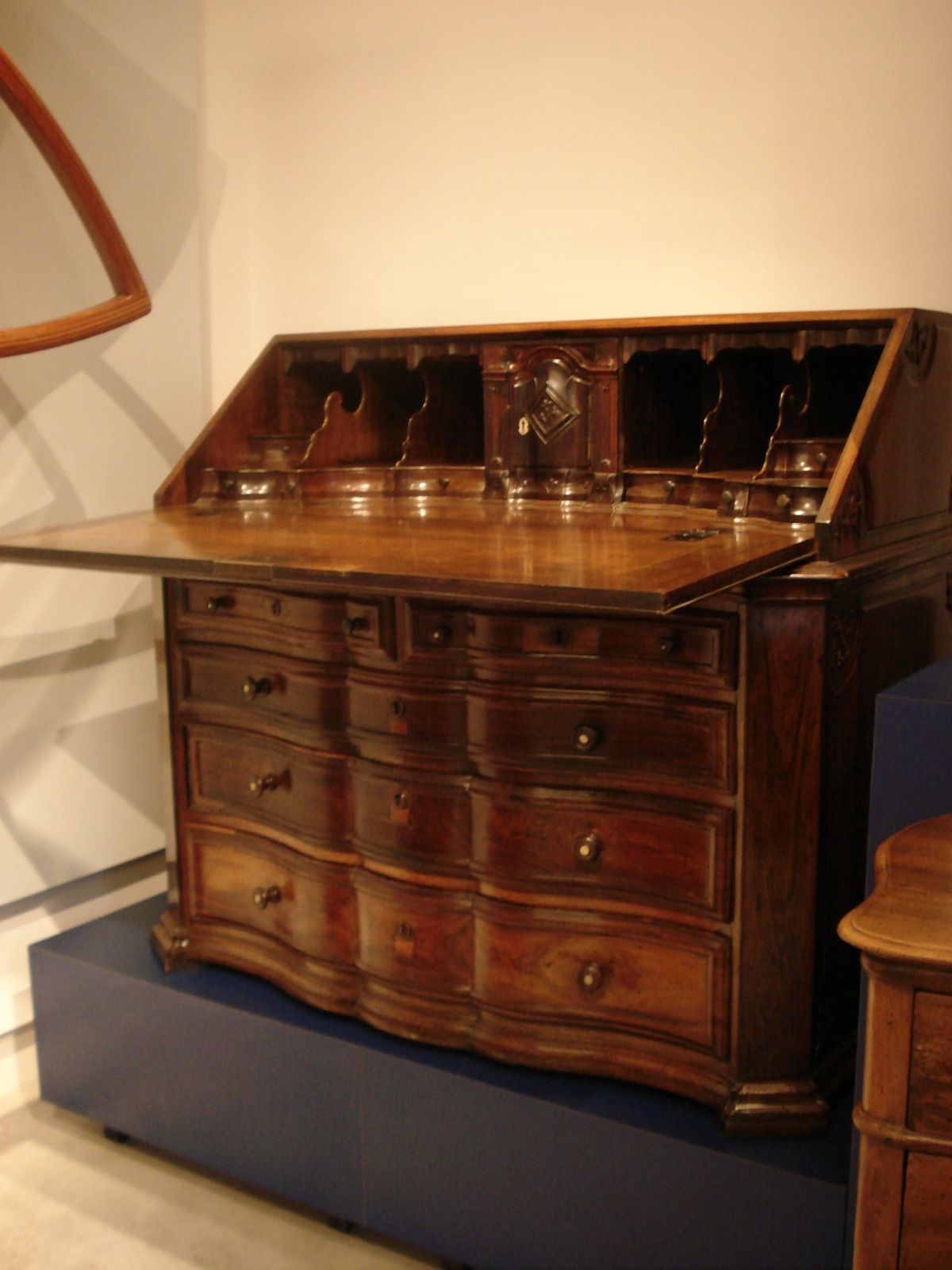
Escriptori d'inicis de.

L'èxit de la calaixera va comportar l'aparició de noves tipologies derivades del model bàsic:
- Calaixera amb escambell: calaixera acabada en la part superior amb un esglaó amb tres calaixos més petits, en els que es podien desar objectes més petits.[13] Aquesta variant de la calaixera és típicament catalana, ja que no s'han trobat mobles símils en altres zones. L'esglaó amb calaixets s'afegeix davant la necessitat de desar objectes petits, com s'havia anat fent fins aleshores amb l'arca de calaixos.
- Calaixera tocador: consisteix en una calaixera amb un escambell més petit que fa de suport d'un mirall. Aquest moble estava dissenyat per a la dona: servia per a guardar les seves robes, les joies, i per arreglar-se el tocat. Per això va ser un moble predilecte per donar com a dot al llarg del segle xviii. Aquesta variant de moble possiblement provenia d'Anglaterra, ja que en alguns documents s'anomenen “tocadors a l'anglesa”.
- Escriptori canterano: Calaixera amb una tapa inclinada a la part superior que conté diversos calaixets, i que oberta pot servir com a escriptori, propi de la segona meitat del segle xviii.[14] Aquesta nova tipologia, derivada del bureau anglès, rarament s'utilitzava com a escriptori, ja que era massa alt. El seu ús es va centrar a guardar roba, en els calaixos grans, i objectes petits, sobretot de valor, en els calaixos més petits.

D'aquestes tres principals variants en van sorgir d'altres compostes de dos cossos, com l'escriptori llibreria, la calaixera armari, la calaixera amb aparador, o l'escriptori amb escambell, mobles funcionals que evidencien la tendència del moment d'ordenar els espais verticalment.

### Estil

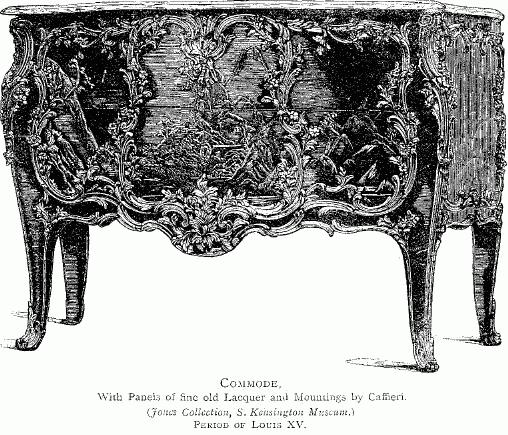
Disseny d'una calaixera francesa, estil lluís XV

Com s'ha comentat anteriorment, la calaixera catalana és un moble amb entitat, distingible de la resta, per les seves característiques estructurals i formals. Tot i així, responen al gust europeu del moment. Al segle xviii les calaixeres catalanes mostren més influència de l'estil francès de caràcter popular, com el provençal, que no pas de l'estil cortesà molt florit. Adopten forma bombada i introdueixen les rocailles típiques de l'estil Lluís XV.
Al segle xviii les calaixeres catalanes mostren més influència de l'estil francès de caràcter popular, com el provençal, que no pas de l'estil cortesà molt florit. Adopten forma bombada i introdueixen les rocalles típiques de l'estil Lluís XV.
L'estil neoclàssic també es va fer sentir fort en la simplificació del buc i en la introducció del daurat i dels motius preferits del neoclàssic: àguiles, garlandes, armes, corns de l'abundància, etc.

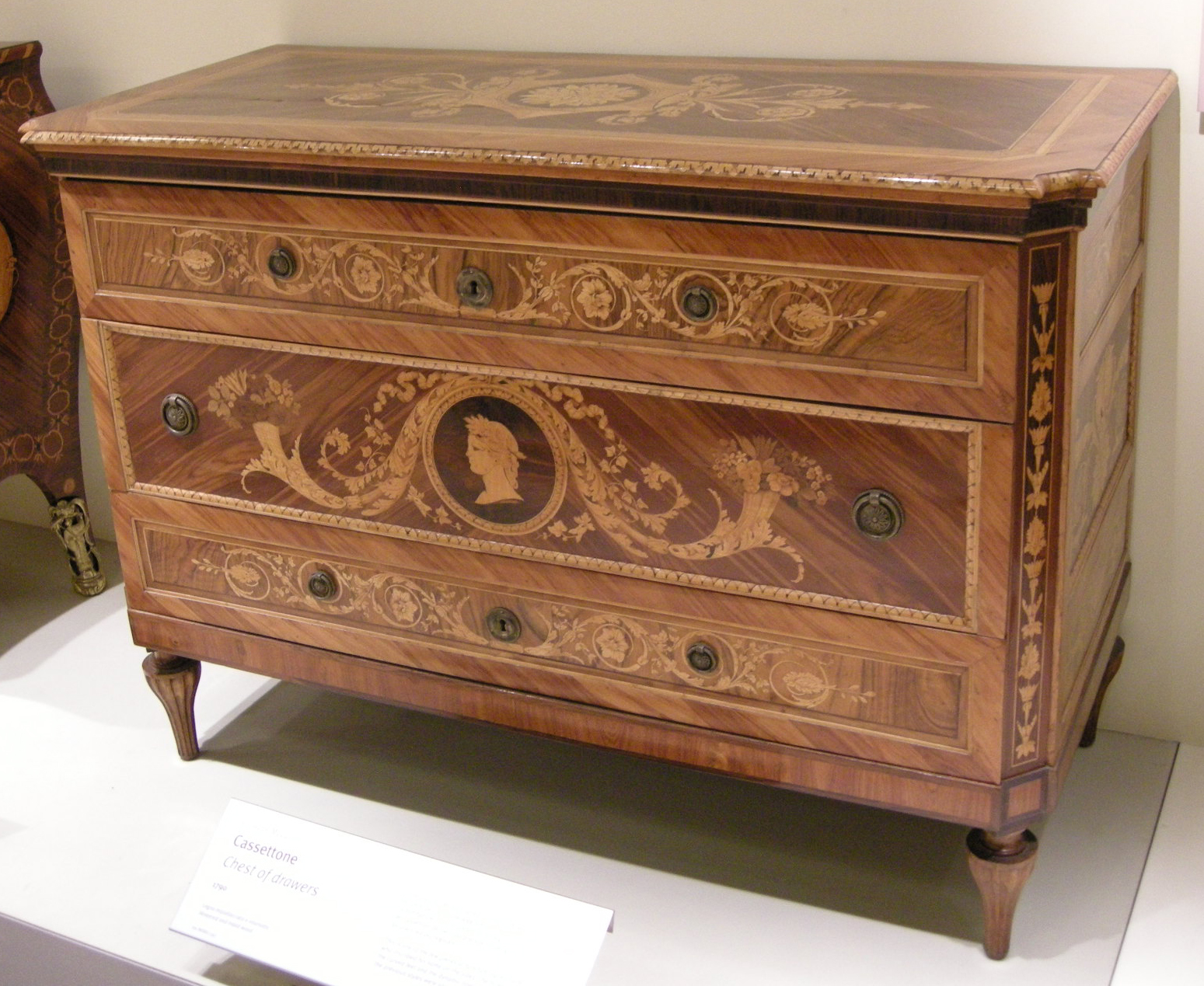
Calaixera italiana de finals del segle XVIII

Cap a finals del segle xix, el romanticisme recupera estilitzacions bombades cap amunt, cap avall i de banda a banda, i utilitza amb profusió l'aplacat de fustes rares i cares: caoba, tuia, palissandre. La decoració d'embotit segueix emprant el boix, però no refusa l'argent i altres metalls nobles. En el moble català anterior al modernisme es presenta la variant de la decoració amb motius d'inspiració xinesa i mudèjar, a la manera de les propostes decoratives de Ruskin.
El modernisme va produir poques calaixeres. La llibertat radical que postulava era d'aplicació difícil a un moble tan estable i tan paral·lelepípede. El llit, el tocador, el paraigüer oferien més possibilitats de contrastar i oposar superfícies, i de fer requintar el cop de fuet.